# Alánia
Alánia az ászi nép középkori királysága volt a Kaukázus északi előterében. Területe nagyjából megegyezik a mai Karacsáj- és Cserkeszföld, valamint Oszétia birtokaival. Az ország, illetve fővárosa, Magasz – Ali ibn al-Huszajn al-Maszúdi arab nyelvű munkájában Maġaṣ (Ibn Ruszta kéziratában Ma’as), újperzsa nyelven Mks, Mnks, Myks, kínai nyelven Majkosze (麥各思), a mongolok nyelvén Meget, Meket, angolul Maghas, oroszul: Магас (Ма’ас, Маас) – jelentős szerepet töltött be a selyemút egyik szakaszának ellenőrzésében.
Alánia a hun szövetség népeinek megjelenésétől (4. század vége) a 13. század első feléig, a mongol hódítás idejéig állott fenn.

## Története

### Előzmények

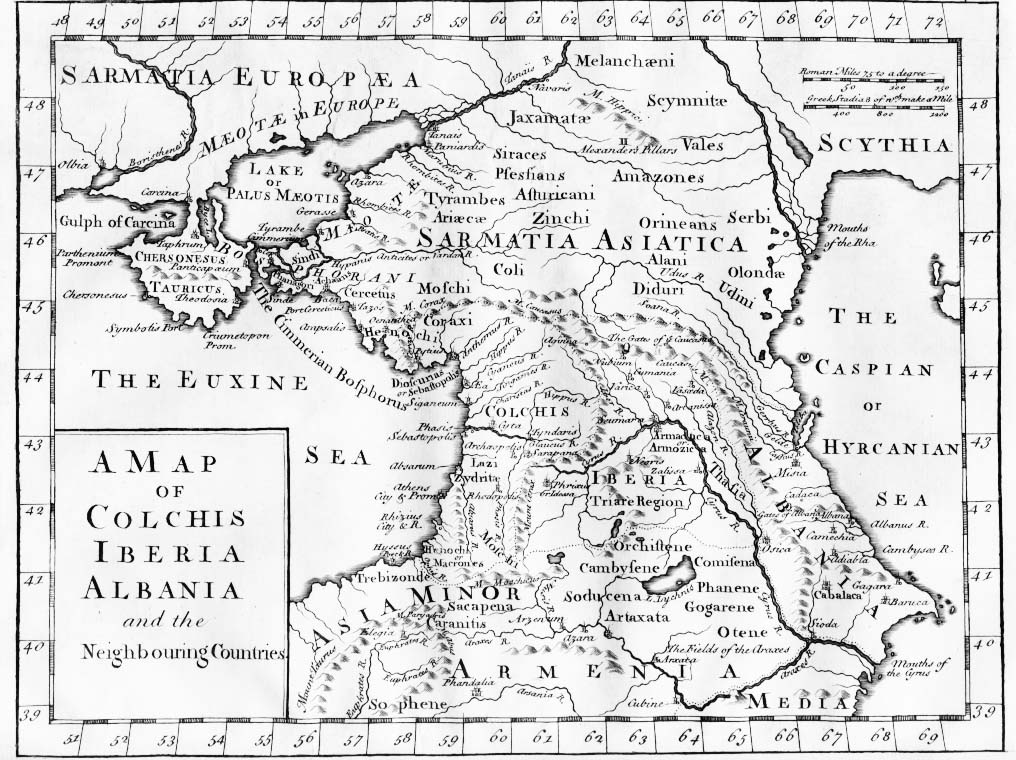
A Kaukázus vidéke ókori elképzelések alapján

Az ászik – nevük később jazig, jász alakban is felbukkan – a szkíta népek közé, a közép-ázsiai szkíták, azaz a szakák csoportjához tartoztak. Gyakran, bár helytelenül, szarmatáknak is nevezték, illetve nevezik őket.
Az ászi nép szövetségének neve kezdetben – az i. e. 130. év előtt – görögösen Masszagetai (Μασσαγεται) volt. Egyik törzsük neve – az aorszoké – perzsa királyi sziklafeliratokon Sakâ tigraxaudâ, azaz hegyes fövegű szakák.
A névadó ászik kezdetben a Szir-darja, az aorszok pedig az Amu-darja alsó szakaszánál, Khoraszmia oázisának területén laktak. A harmadik törzs, a rhoxolánok először a kelet-európai pusztán tűntek fel. Elsőként Sztrabón ad hírt róluk az i. e. 1. században.
Az ászik a jüecsik, utóbb kusánok vándorlása (i. e. 166–129.), s ennek kapcsán Görög Baktria összeomlása, valamint a kangarok hódításai nyomán függetlenségüket (i. e. 130. táján) elvesztették. Szövetségük nevét ekkor megváltoztatták (Alanoi: Αλανοι), és egy részük Európába költözött. Birodalmuk, legnagyobb kiterjedése idején, az Aral-tó vidékétől a kelet-európai pusztán és a Havasalföldön keresztül a Kárpát-medencéig nyújtózkodott. Alföldünket időszámításunk második évtizedében érték el.
Az i. e. 2. század végéig az ászik, avagy jazigok (iazügész: ιαζυγης) törzse a Dnyeperig nyomult előre, a rhoxolánok (rhoxolanoi: ροξολανοι) az Azovi-tenger vidékéig jutottak, az aorszok (aorszoi: αορσοι) pedig a Don és az Urál folyó között foglaltak maguknak legelő- és szállásterületet.
Az ászik hatalmas országát (szkíta neve a kínai hallás szerint Hoszu: 闔蘇) a gótok – elfoglalván a Dnyeper vidéki pusztákat a 2. század második felében – kettévágták.
A Közép-Ázsiában visszamaradt ászik szabadságukat a 3. század elején visszanyerték. A Keleti-Kaukázusban letelepedett csoportjukat a 3. század elejétől a 4. század közepéig latin, armeniai stb. források ez okból újólag masszagéta, maszkut névvel is illették, hasonlóképpen az általuk benépesített tartományt.
A Belső-Ázsiából kirajzó törökös népek a 4. század közepén leigázták a közép-ázsiai ászikat, és velük egybevegyülve, a század vége felé (375.), a kelet-európai pusztán élő ászi és germán csoportokra törtek. Egy részüket elűzték lakóhelyükről, más részüket uralmuk alá hajtották, s ezekkel egyesülve Délkelet- és Közép-Európát fenyegették. A hsziungnuknak, hunoknak is nevezett törökök, valamint a szkíták összekovácsolódtak, s ekképpen született meg az európai hunoknak nevezett alakulat.
Az ászik törzse a hunok megjelenése idején a Kárpát-medencében lakott, a rhoxolánok kisebb-nagyobb csoportjai a Kárpát-medencében és a Havasalföldön tanyáztak, illetve a kelet-európai pusztán a gótok hűbéreseként szolgáltak, az aorszok pedig Don és a Turáni-alföld között legeltették nyájaikat.
A hunok szövetségébe betagozódott ászik utóbb részt vettek Régi Nagy Bulgária és a Kazár Birodalom megalapításában is. A Kaukázus északi előterében tanyázó alánok ellenben megőrizték függetlenségüket és nevüket, s bár később szorongatták őket a türkök, a kazárok és az arabok, országuk a mongol hódításig fennállott.
A Kaukázus vidékén letelepedett alánok és hűbéres szövetségeseik, az ironoknak nevezett irániak országot alapítottak a Kaukázus északi előterében, a fő hegyvonulat lábainál. Az általuk benépesített terület nagyjából a Darjal-szorostól a Kubán folyó forrásvidékéig terjedt. Kaukázusi Alánia lakói arab és perzsa forrásokban jobbára szövetségük (alan) vagy népük (as) nevén szerepelnek. Arab források az ászik által leigázott kaukázusi népeket, tushetieket, tushokat duhsz-ász (ma Grúzia lakói), a dvalokat, tualokat (ma nagyrészt Oszétia lakói) pedig tuval-ász néven említik.
A kelet-európai puszta keleti felének lakói, ide értve a kaukázusi alánokat is, az 568. évtől a türkök befolyása alá kerültek. A 630. év táján a türkök birodalma összeomlott, s ekkor a Keleti-Kaukázus vidékén élő kazárok létrehozták önálló államukat. A 668. évben a kazárok bekebelezték a bolgárok birtokainak egy részét is, s ekképpen szomszédai lettek a kaukázusi alánoknak.

### Az arabok ellen
Az alánok kaukázusi országa, vagyis Alánia fontos ütközőállam volt a bizánci–arab, valamint a kazár–arab háborúk idején (8. század). Hitvalló Szent Theophanész részletes beszámolót hagyott ránk III. León, bizánci császár alániai küldetéséről (8. század eleje).
II. Iusztinianosz utasította Leónt, vesztegesse meg az alánok fejedelmét, Itaxészt, hogy az szakítsa meg baráti kapcsolatait Abasgia királyságával, I. al-Valíd, omajjád kalifa szövetségesével. León átkelt a Kaukázus hegyszorosain, és szövetséget kötött az alánokkal, de Abasgián keresztül nem tudott visszatérni Bizáncba. Az abházok be akarták börtönözni, az alánok azonban nem adták ki nekik a bizánci küldötteket. Több hónap, illetve kalandos események után León végül megszabadult, és visszatért Konstantinápolyba.
Miután León felvette a császári címet, alán szövetségeseinek földjére betörtek II. Omár, omajjád kalifa seregei. Egy Barjik nevű kazár főember sietett ekkor az alánok segítségére, és a 722. évben az egyesített alán–kazár erők megverték az arab hadúr, Tabit al-Nahrani seregét. A kazárok ezen az időszakban számos erősséget építettek Alániában.
A 728. évben Maslamah ibn Abd al-Malik, arab hadúr és serege, miután átverekedte magát a Darjal-szoroson, feldúlta az alánok országát. Nyolc évvel később II. Marván, omajjád kalifa seregei törtek át az alánok kapuján, hogy elpusztítsák az ország erődítményeit. A 758. évben Ibn al-Faqih jelentése szerint a Kaput egy másik arab hadúr, Jazid ibn Asid ibn Zafir al-Sulami tartotta megszállva.
A 857. évben az arab hadak megszállták a Kaukázuson túli területeket és az Északi-Kaukázust. Feldúlták a grúzok, abházok, alánok és kazárok országát. Az arab támadások idején az alánok egy része hátat fordított kaukázusi hazájának, és előbb a Don, majd a Volga vidékére költözött. A Don vidékén letelepedett alánok régészeti hagyatékát nevezik szaltovo–majackaja műveltségnek.
A szóban forgó alán csoportot gyakorta azonosítják a mordvinnak – mordias (köztörök burtas) – nevezett Volga-menti néppel. Az alánok e társulásban vélhetően a kisebbséget képviselték. A mordias, burtas megszólításban alighanem az ász név rejtőzik, az egyik mordvin csoport megnevezésében (erza) pedig az aorszok címét sejthetjük.

### A kazárok szövetségeseként

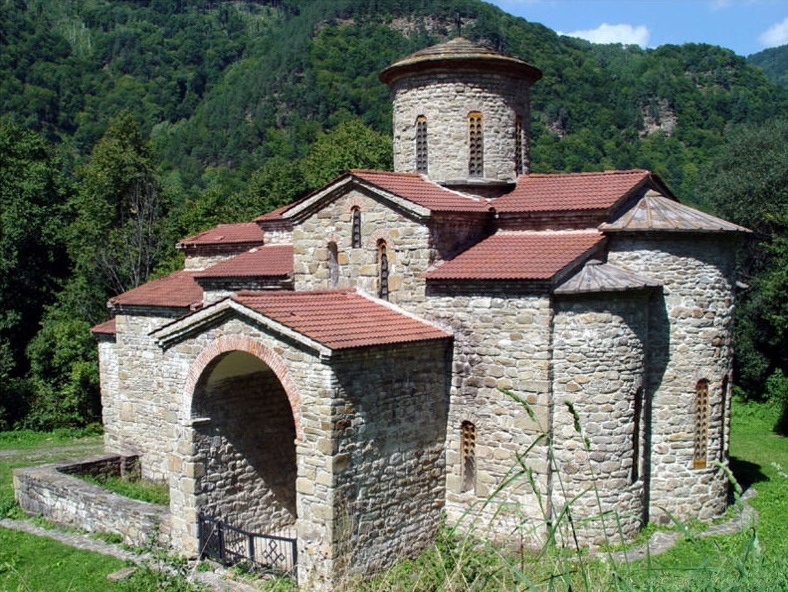
Az Alán Királyság idejéből fennmaradt építészeti emlék: keresztény templom Arkiz mellett

A kazárok a fegyverbarátság révén befolyást szereztek Alániában, s az alánok közül sokan – amint erről a Schechter levél névtelen szerzője beszámol – a judaizmus tanait is elfogadták. Benjamin, kazár uralkodó idejében (a 9. század végén, a 10. elején) a szomszéd népek – vélhetően mordvinok, úzok (kipcsakok, avagy kunok), bolgárok és besenyők –, Bizánc támogatásával, a kazárokra támadtak. Utóbbiak egyedüli szövetségesei ez időben a kaukázusi alánok voltak.
A 10. század elején az alánok a Bizánci Birodalom befolyása alá kerültek. Sokan közülük, vélhetően uralkodójuk példáját követve, keresztény hitre tértek. Ez időben püspöki székhelyet is létrehoztak Alániában. Az áttérésről Müsztikosz Miklós (Nikolaosz Müsztikosz) konstantinápolyi pátriárka levelében értesíti a helyi érseket, Petroszt.
Amikor Ibn Ruszta meglátogatta Alániát 903. és 913. között, az alán király keresztény volt. A perzsa utazó Sarirból (keresztény birodalom volt, Alánia keleti szomszédja) érkezett Alániába.
„Menj balra Sarir királyságából, és három napi utazás után hegyeken és réteken keresztül érkezel Al-Lan királyságába. Királyuk szívében keresztény, népe azonban bálványimádó. Ezután tíz napig utazol folyók és erdők között, mielőtt egy erődhöz érkezel, melyet Bab al-Lan-nak [Alánok kapuja; a perzsák nyelvén Dar-i Alanan] hívnak. Egy hegy tetején áll, melynek lábánál van egy út; magas hegyek veszik körül, és lakosai közül ezer férfi őrzi falait éjjel-nappal.”
Ali ibn al-Huszajn al-Maszúdi beszámol Alánia és Sarir szövetségéről is. Ez időben, tehát a 10. század elején, az alán uralkodó házasságot kötött a szomszédos ország királyának egyik nővérével.
A kazárok ellen szervezkedő bizánciak II. Aaron (10. század eleje), kazár uralkodó idejében – valószínűleg a 920-as évek elején – viszályt szítottak a szövetségesek között. E háborúban a kazárok legyőzték az alánokat, s királyukat elfogták. Muszlim források, például al-Maszudi szerint az alánok ezen eseményekkel nagyjából egy időben szembefordultak a kereszténység eszméjével, és elűzték a bizánci hittérítőket és papokat. A szövetségesek viszonya hamarosan rendeződött. Aaron fia, Joszip ben Aaron (10. század közepe) feleségül vette az alán király leányát, Alánia pedig ismét a kazárokhoz társult, és ki is tartott mellette, a kaganátus bukásáig, azaz a 960-as évekig.
Arab szerzők tudósítása szerint Alánia a 9–10. században hatalmas ország volt, települései sűrűn sorakoztak egymás szomszédságában. Lakói között voltak keresztények és bálványimádók. Az alánok királya képes volt 30 000 lovas harcost kiállítani. Északon az alánok szomszédosak voltak a madzsarok (Kaukázusi Magyarország) és a bolgárok országával (Volgai Bolgárország).

### A grúzok szövetségeseként

A Kaukázus vidékének politikai térképe az 1060. év táján

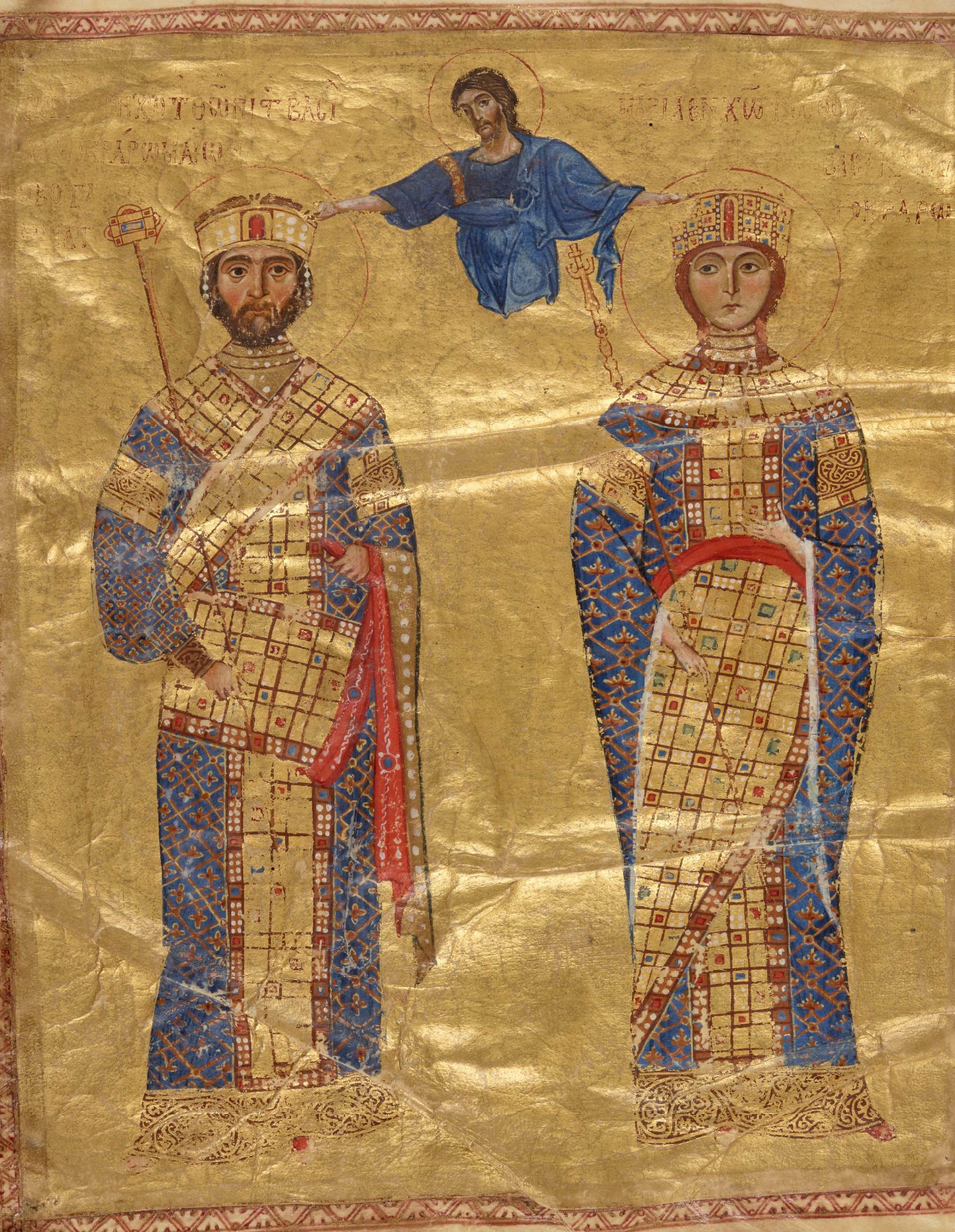
Alániai Mária (jobb oldalon), VII. Mikhaél, bizánci császár felesége. A császárné anyai nagybátyja Dorgoleli, alán király volt

Kazária bukása után az alán királyok gyakran szövetkeztek a bizánciakkal, valamint a grúz uralkodókkal a kelet-európai puszta népei, például a besenyők és a kipcsakok (kunok) ellen. A szövetséget gyakorta birtokadománnyal, illetve házassággal erősítették meg. Ióannész Szkülitzész beszámolója szerint Alda, alán királyné férjének (I. Giorgi) halála után hűbérbirtokként megkapta Anakopia erődjét III. Rómanosz, bizánci császártól. A szóban forgó esemény az 1033. évben történt, amikor az alánok és a ruszok kirabolták Shirvan tartományt Arran (a mai Azerbajdzsán) területén. Alániát nem említik a keleti szláv évkönyvek, az alánok azonban – régészeti leletekkel bizonyítható – kereskedelmi kapcsolatokat tartottak fenn a ruszok Tmutarakan nevű fejedelemségével.
Az alánok és a grúzok valószínűleg együttműködtek a 12. és 13. században a csecsenek (vainakhs) és a dvalok (ősi kaukázusi nép) keresztény hitre térítésében. Ugyanekkor grúziai hittérítők is tevékenykedtek Alániában, a grúz uralkodók pedig alán seregekkel erősítették meg hadaikat a szomszédos arabok elleni hadjáratokban. Az alán–grúz szövetségesek az 1060-as években beütöttek a muzulmánok által birtokolt Arran területére, visszaszereztek számos várost és erődöt, s kirabolták Ganja városát. Az 1120-as években a grúz IV. David király közvetített az alánok és a kipcsakok (kunok) között, akiket ezután engedtek át Alánián grúz földre. Dávid fia, I. Demetrius is ellátogatott Alániába (kb. 1153.), az arab történész Ibn al-Azraq társaságában. Alánok és grúzok baráti kapcsolatainak betetőzéseként az 1187. évben az alán David Szoszlan herceg feleségül vette I. Tamar, grúz királynőt. Leszármazottaik a 19. századig uralkodtak a grúzok országában.
Az alánok királyi családjának tagjai közül többen is házasságra léptek bizánci és rusz uralkodókkal. Alániai Mária például VII. Mikhaél, bizánci császár felesége volt. Maria Svarnovna – ő alapította a hercegnők kolostorát Vlagyimirban – III. Vsevolod nagyfejedelem felesége, illetve I. Alexandr, vlagyimiri nagyfejedelem öreganyja, szintúgy az alánok királyi családjából származott.

### Bukása

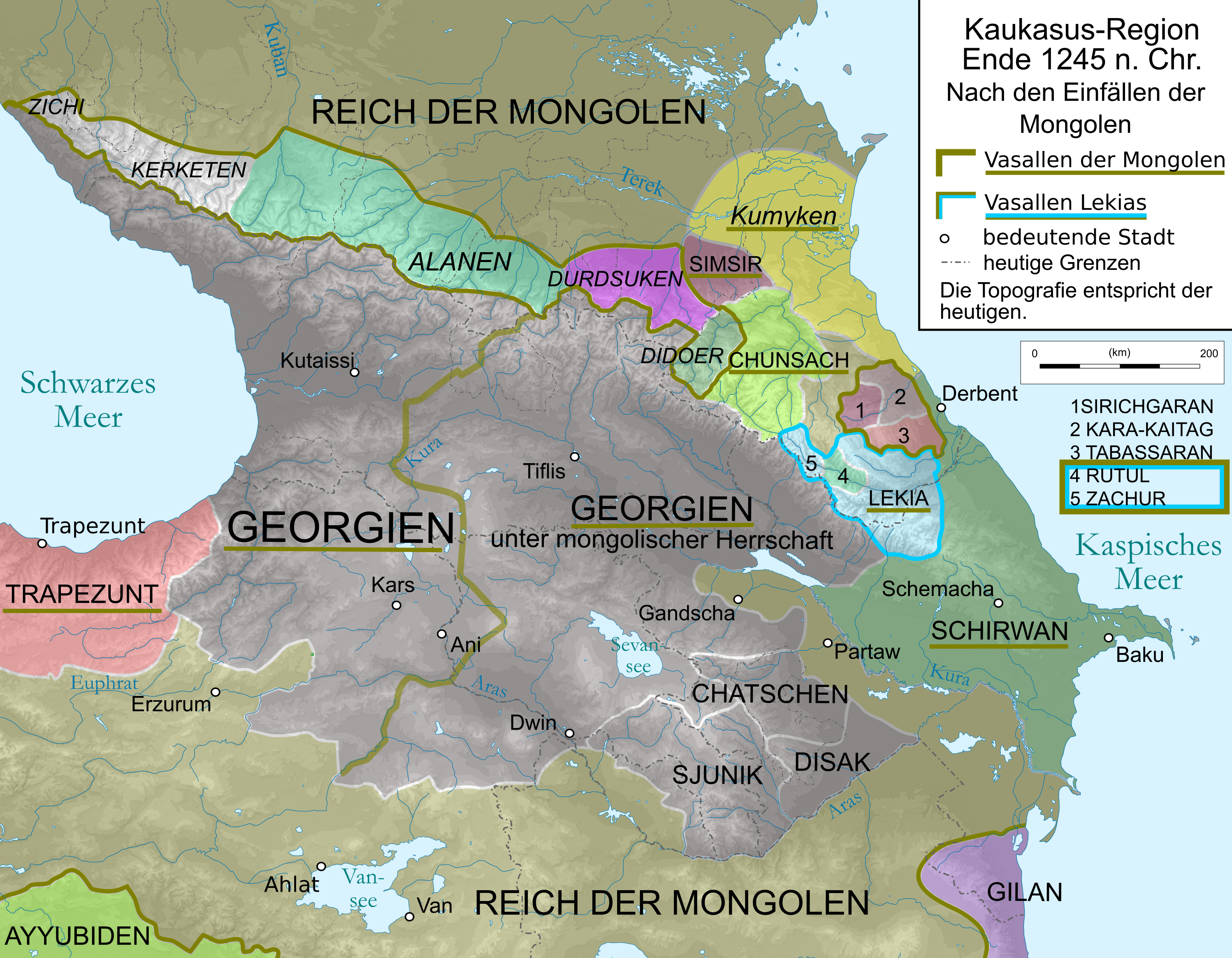
A Kaukázus vidéke 1245 körül

Az 1230-as évek végén Alánia, Grúzia és a rusz fejedelemségek a mongol megszállóknak esett áldozatul. Az alániai Theodorosz püspök – II. Germanosz pátriárka hivatali idejében (1222–1240) – metropoliszának siralmas állapotát hosszú levélben taglalta.
Alániára a végső csapást Timur Lenk háborúi mérték a 14. században. A mongolok és szövetségeseik az ország lakosai közül sokakat megöltek vagy fogságba vetettek. Az alánok kaukázusi és iráni származású hűbéresei jórészt helyben maradtak, visszahúzódtak a Középső-Kaukázus előhegyeinek és völgyeinek menedékébe, s ott élnek a mai napig is. A tushetiek, tushok (duhsz-ászok) ma Grúzia, a dvalok, tualok (tual-ászok) pedig nagyrészt Oszétia területén laknak. A szomszédaik által oszétoknak is címzett ironok keleti ága magát ironnak, nyugati ága pedig digornak nevezi. Az alánok egy csoportja törökös népek, például az alanla névvel is illetett balkárok közé keveredett, s nyelvében törökké lett. Az alánok nagyobb része, magával ragadva hűbéreseinek egy csoportját is, a kipcsakokkal (kunokkal) nyugat felé költözött, és többségük végül a magyarok országában, a róluk elnevezett Jászságban telepedett le. Nyelvi és népi azonosságát e csoport – manapság jászoknak nevezik magukat – megőrizte mind e mai napig. A hozzájuk szegődött iráni eredetű és nyelvű iron népesség Pilisjászfalu környékén lelt otthonra.
A fogságba vetett alánokat a mongolok seregeikbe sorozták. Egy részük nyilván harcolt az európai stb. hadjáratokban is, más részüket Kelet-Ázsiába hurcolták. Forrásaink elmondják, Kínában legalább 30 000 aszu, azaz ászi harcos szolgált Tatu (ma Peking) királyi testőrségében. Kulcsszerepet játszottak a Jüan és a Déli-Szung uralkodóház háborújában. Az 1309. évben az ászik egy csoportját a fővárostól északra költöztették, másik részét délre küldték, a mai Tatung városába, Sanhszi tartományba. A Ming uralkodóház idejében (1368–1644.) az ászik végül visszavonultak a legyőzött mongolokkal a belső-ázsiai pusztákra. Nevük a mongolok között asud alakban él.

## Utóélete
A Szovjetunió utolsó éveiben, amikor a Kaukázus vidékén is végigsöpörtek a nemzeti mozgalmak, az Észak-Iron Köztársaságban számos értelmiségi felszólalt az Alania név újjáélesztése ügyében. T. A. Guriev, vezető oszét nyelvész fő támogatója volt e gondolatnak. Amellett kardoskodott, hogy az oszétoknak el kell fogadniuk az alán nevet mint önelnevezést, és át kell keresztelniük országukat Alaniára. Az Alan kifejezés megjelent, és hamar népszerűvé vált az oszétok körében, különböző vállalkozások, egy TV-csatorna, politikai és civil szervezetek, egy kiadóvállalat, egy labdarúgó-válogatott (FC Alania Vladikavkaz), egy légitársaság (Alania Airlines) stb. neve révén. Az 1994. év novemberében az Alania nevet hivatalosan is hozzátoldották a köztársaság címéhez: Республикæ Цæгат Ирыстон–Алани, vagyis Észak-Iron–Alán köztársaság.